# Milorad Dodik

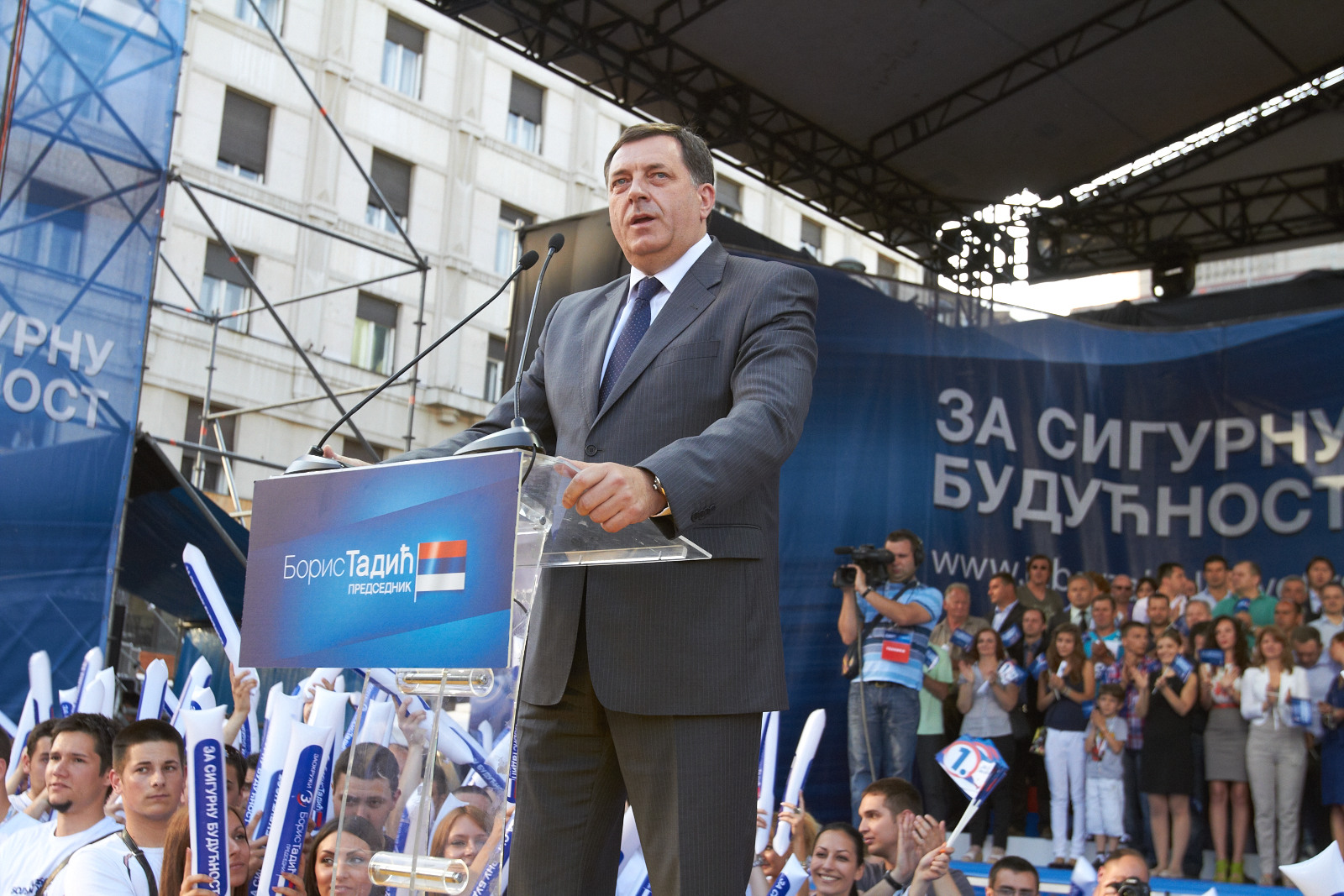

Milorad Dodik (n. 12 martie 1959, Laktaši, Bosanska Krajina, Bosnia și Herțegovina) este un politician sârb bosniac, președintele așa numitei Republici Srpska din 2010. El este la al doilea mandat. Anterior, a fost prim-ministru al Republicii Sârbe, timp de două mandate, între 1998 și 2001 și între 2006 și 2010.

## Biografie
Dodik s-a născut în Banja Luka, având părinți pe Bogoljub și Mira Dodik. A locuit în Laktaši unde a urmat la școala elementară. În 1978 a absolvit liceul agricol din Banja Luka, după care a intrat la Facultatea de Științe Politice a Universității din Belgrad, unde a absolvit în 1983.

## Cariera politică
Din 1986 până în 1990 a fost Președintele Consiliului Executiv al Adunării Municipale din Laktaši. În 1990, la primele alegeri multi-partid în Bosnia și Herțegovina, a fost ales în Parlamentul Republicii Socialiste Bosnia Herțegovina, drept candidat al Uniunii Forțelor pentru Reformă a. În timpul Războiului Bosniac, el a servit ca reprezentant în Adunarea Națională a Republicii Sârbe.
În acest timp, el a format Clubul Membrilor Independenți ai Skupštinei (Adunării) Populare a Republicii Sârbe (Клуб независних посланика у Народној Скупштини Републике Српске, Klub nezavisnih poslanika u Narodnoj Skupštini Republike Srpske), care a fost singura opoziție politică la Partidul Democrat Sârb (Српска демократска странка, Srpska demokratska stranka), care a avut  majoritatea absolută în parlamentul Republicii Sârbe în timpul războiului. Grupul parlamentar prezidat de el urma să formeze nucleul Partidului Social Democraților Independenți (Stranka nezavisnih socijaldemokrata, sau SNSD) în 1996, după pacea semnată ca urmare a Acordului de la Dayton. Dodik fost ales ca primul Președinte al SNSD. Mai târziu, s-a unit cu un alt partid social-democrat pentru a forma Alianța Social Democraților Independenți, cu Dodik președinte.
După conflictul dintre Biljana Plavšić cu restul Partidului Democrat Sârb (SDS) al lui Radovan Karadžić, aceasta a fondat un nou partid politic, Alianța Națională Sârbă (SNS). Au avut loc alegeri anticipate în Republica Sârbă în 1997, după care Plavšić și al ei SNS au cooperat îndeaproape cu partide socialiste mai mici (Partidul Socialist și  SNSD-ul lui Dodik). Dodik a fost nominalizat prim-ministru al Republicii Sârbe, deși partidul său a avut doar două locuri în Adunarea Națională.
În timpul campaniei pentru alegerile generale din 2006, în urma independenței Muntenegrului, Dodik a declarat că Republica Sârbă nu exclude dreptul său la un referendum asupra independenței. La alegeri, Dodik SNSD a câștigat 46,9% la sută din voturi, în timp ce FDS câștigat doar 19.5%. Comunitatea internațională l-a văzut ca un  lider moderat al partidului democrat al Republicii Sârbe.                                            Dodik a avut sprijin din parte țărilor occidentale, care doreau să-i marginalizeze pe naționaliștii sârbi. Au crezut că au găsit o alternativă în Dodik. După ce a devenit prim-ministru, occidentul a continuat să-l sprijine în detrimentul partidelor naționaliste. Țările occidentale au promis că, dacă Dodik rămâne prim-ministru, Republica Sârbă va primi asistența economică occidentală. OHR și puterile occidentale voiau, de asemenea, să se asigure că dodik își va ține promisiunea de a permite revenirea în Republica Sârbă a celor 70.000 de refugiați croați și bosniaci  .
Așa cum s-a promis, după ce Dodik a câștigat alegerile, Republica Sârbă a primit ajutor financiar din partea Uniunii Europene, banii fiind folosiți pentru plata salariilor funcționarilor publici și ale poliției. La mijlocul lunii februarie 2007, Dodik a călătorit în Statele Unite, unde a fost primit de Madeleine Albright. Ea l-a descris ca "o gură de aer proaspăt" și a promis suma de 3,6 milioane ca ajutor imediat. Republica Sârbă a primit ajutor și din partea guvernului britanic în aceeași lună. Secretarul britanic de externe, Robin Cook, a declarat în fața Adunării Naționale a Republicii Sârbe că guvernul Dodik "a făcut mai mult în primele două săptămâni pentru a îmbunătăți viețile oamenilor decât predecesorul său în doi ani."
Mai târziu, Dodik a devenit cel mai puternic politician sârb din Bosnia și Herțegovina și, mai târziu, occidentul a început să-l vadă ca pe "un naționalist convins și cea mai mare amenințare pentru pacea fragilei și multietnicei Bosnia -Herțegovina." După ce a devenit prim-ministru, Dodik a devenit mai naționalist decât SDS. În timpul reformei poliției în Republica Sârbă, Dodik a reușit să-și creeze un profil naționalist pentru el însuși. Haris Silajdžić, între timp, a câștigat alegerile pentru membru bosniac al Președinției Bosniei Herțegovina. Ca fost ministru în timpul Războiului Bosniac și ca asociat apropiat al lui Alija Izetbegović, Silajdžić a criticat Republica Sârbă drept o entitate genocidală și a pledat pentru desființarea acestei republici. Mai mult decât atât, Silajdžić a susținut în continuare centralizarea Bosniei Herțegovina.
În 2007, Dodik a fost un oaspete al talk-show-ului croat Nedjeljom u dva, în care a discutat, printre altele, despre întoarcerea refugiaților croați în Republica Sârbă și viitorul statut al  Bosniei Herțegovina unificate. Pe 5 mai 2008, Dodik, și președintele Serbiei Boris Tadić au inaugurat Parcul Republicii Sârbe din Belgrad.
Pe 1 iunie 2008, în timpul unei vizite la Zagreb, Dodik, a declarat că Operațiunea Furtuna a fost un act de epurare etnică întreprinsă împotriva sârbilor, "cea mai mare epurare etnică comise după Al Doilea Război Mondial". Stjepan Mesici l-a criticat Dodik pentru îndemnarea sârbilor nemulțumiți din Croația să trăiască în Republica Sârbă, în timp ce uită să-i recheme pe bosniacii și pe croații refugiați așa cum promisese occidentului. Ivo Banac, președintele croat al Comitetului Helsinki, a declarat că la vremea respectivă, Croația n-a făcut decât să se apere, și a criticat comentariile lui Dodik ca fiind o provocare.
Pe 12 decembrie 2008, Dodik, a declarat că judecătorilor musulmani nu ar trebui să le fie permis să judece cazuri în Republica Sârbă. Dodik a declarat că "este inacceptabil pentru RS ca judecători musulmani să ne judece și să ne respingă reclamațiile legal întemeiate. Și noi credem că asta se întâmplă pentru că acești judecători sunt bosniaci musulmani și au o orientare negativă față de RS, față de care există o adevărată conspirație." Comentariile lui Dodik a fost condamnate ca "extrem de șovine" de către instituțiile internaționale, de către Ambasada Statelor Unite la Sarajevo și alți oficiali.
Pe 9 septembrie 2009, Dodik și Boris Tadić, președintele Serbiei, au inaugurat o școală în Pala cu numele de "Serbia". Membrii bosniaci și croați ai Președinției Tripartite a Bosniei Herțegovina nu au fost consultați în legătură cu vizita lui Tadić.
Pe 27 octombrie 2009, Dodik a oferit un avion guvernamental pentru a o aduce pe Biljana Plavšić, fostă președintă al Republicii Sârbă, condamnată pentru crime de război, și a întâmpinat-o la Belgrad după o eliberarea ei dintr-o închisoare suedeză. Dodik a invocat "motive pur morale" pentru a face acest lucru. Željko Komšić, membrul croat al Președinției Tripartite a Bosniei Herțegovina, și-a anulat o vizită planificată în Suedia, în semn de protest.
În noiembrie 2009, Dodik a refuzat să predea documentele solicitate de procurorii internaționali de la Curtea Supremă de Justiție a Bosniei Herțegovina, documente care detaliază finanțarea unui complex de clădiri guvernamentale în Banja Luka, în valoare de 110 milioane de euro și construcția unei autostrăzi. Dodik, a declarat că instanța nu are jurisdicție asupra Republicii Sârbe și a intentat un proces împotriva Adjunctului Înaltului Reprezentant, Raffi Gregorian Arhivat în 31 martie 2018, la Wayback Machine. și a procurorilori internaționali. Dodik, l-a acuzat pe Gregorian de conducerea unui complot împotriva Republicii Sârbe și că procurorii și judecătorii de la centru sunt sârbofobi.
Pe 10 noiembrie 2009, Dodik a dezvăluit că el se gândea serios să-i dea Biljanei Plavšić un post în Senat. El a declarat: "avem în lucru revizuirea legii cu privire la Președintele Republicii, care ar acorda Biljanei Plavšić, și alor foști președinți, posibilitatea de a se bucura de unele privilegii, cum ar fi un birou, compensații bănești, un consilier, un secretar, o mașină de serviciu cu șofer și așa mai departe." Mladen Bosić, lider al Partidului Democrat sârb, l-a criticat pe Dodik.

### Onorarea lui Radovan Karadžić
În martie 2016, a numit un cămin studențesc în Pala , în onoarea lui Radovan Karadžić, lider sârb criminal de război. Evenimentul a avut loc cu doar câteva zile înainte ca Karadžić să fie condamnat pentru crime de război de către Tribunalul Penal Internațional pentru fosta Iugoslavie.

### Sancțiunile Trezoreriei SUA pentru obstrucționarea în mod activ a Acordurilor de la Dayton
La 1 ianuarie 2017, Biroul de Control al Activelor Străine (OFAC) al Departamentului Trezoreriei SUA  a impus sancțiuni pe numele Milorad Dodik, în conformitate cu Ordinul Executiv 13304, din cauza rolului său în sfidarea Curții Constituționale din Bosnia și Herțegovina.
Orice proprietate a domnului Milorad Dodik în SUA este blocată și oricăror persoane fizice sau companii din SUA le este interzis în a se angaja în tranzacții de afaceri cu el.